# Olga de Souza
Olga Maria de Souza (Rio de Janeiro, 16 de julho de 1968) é uma modelo e cantora itálo-brasileira, que se tornou conhecida mundialmente por fazer parte do projeto de eurodance, Corona, nome com o qual ainda se apresenta e, as vezes, se auto-intitula. Originalmente ela apenas "dublava" outras cantoras profissionais, incluindo o maior sucesso do grupo, "The Rhythm of the Night", mas desde 2006 é a única voz ouvida em gravações e concertos de Corona.

## Vida
Nasceu e cresceu na Favela de Parada de Lucas, subúrbio do Rio de Janeiro em uma família onde seu pai é músico e sua mãe cozinheira. Era escriturária numa agência da Caixa Econômica Federal de Parada de Lucas e mudou-se para a Espanha e depois para Portugal, até se instalar na Itália, na década de 90.
Foi descoberta pelo produtor italiano Francesco Bontempi, cantando "Garota de Ipanema" em um bar. Fundaram o projeto Corona, onde apesar de Olga ser a figura nos álbuns e videoclipes ela não cantava ao vivo, com o maior sucesso do grupo, "The Rhythm of the Night", tendo a voz da cantora italiana Giovanna "Jenny B" Bersola, e o resto do disco de estreia tendo a galesa Sandra "Sandy" Chambers.
Olga já foi casada com um brasileiro na Itália, mas logo divorciou-se.
Em 1998, a revista IstoÉ Gente, em uma reportagem com Olga, citou que a artista era a brasileira que mais pagava imposto de renda na Itália, em referência à sua fortuna.
Em 2002, Olga casou-se em Miami com o empresário italiano Gianluca Milano, com que vive até hoje. Olga não teve filhos, impedida por um contrato de trabalho, mas já revelou interesse em adotar.
Em 2013, Olga afirmou que "já tem o seu pé de meia", com uma casa no bairro do Morumbi, em São Paulo; um sítio no interior do mesmo estado; uma casa em Roma; uma casa no Rio de Janeiro; uma casa em Portugal; uma casa na Espanha e uma "vida financeira" confortável. "Meu marido me ensinou a economizar. Sou muito 'gastona', amo grifes, às vezes compro sapatos e bolsas e escondo na garagem para não levar bronca. Coloco talco para fingir que é poeira" declarou.
Em 2010, o jornal italiano Corriere della Sera estimou a fortuna de Olga em cerca de 10 milhões de euros.
Olga tem sua própria gravadora na Itália, a 1st Pop, uma subsidiária da Universal Records.
Em 2014, Corona veio passar uma temporada no Brasil e escolheu morar em São Paulo. Nesse período ela participou de um reality show e de vários programas de TV. Em março de 2019, ela se mudou novamente para a Itália.